# 26 marzo
Il 26 marzo è l'85º giorno del calendario gregoriano (l'86º negli anni bisestili). Mancano 280 giorni alla fine dell'anno.

## Eventi
- 752 – Consacrazione di papa Stefano II (Roma 714/715 – Roma 26 aprile 757) come 92º vescovo di Roma e papa della Chiesa cattolica romana e 1° sovrano del nuovo Stato Pontificio (succeduto al Ducato romano già dipendente dal bizantino Esarcato d'Italia o di Ravenna, cessato l'anno precedente);
- 1026 – Papa Giovanni XIX incorona Corrado II imperatore del Sacro Romano Impero;
- 1511 – Un terremoto con epicentro fra Friuli e Slovenia causa gravi danni, circa 10.000 morti e uno tsunami nel Mare Adriatico che interessa Trieste e Venezia; viene avvertito fin nelle Marche;
- 1808 – Carlo IV di Spagna abdica a favore del figlio Ferdinando VII di Spagna;
- 1812 – Un terremoto distrugge quasi completamente la città di Caracas (Venezuela) causando ventimila morti;
- 1842 – Montevideo: Giuseppe Garibaldi sposa la brasiliana Anita;
- 1871 – Fondazione della Comune di Parigi;
- 1889 – Etiopia: incoronazione del Negus Menelik II a Entotto;
- 1898 – A Torino viene fondata la Federazione Italiana Giuoco Calcio;
- 1917 – Prima guerra mondiale: prima battaglia di Gaza;
- 1923 – L'Italia inizia la costruzione di quella che sarà la prima autostrada del mondo, la Milano-Laghi;
- 1927 – Prende il via la prima Mille Miglia tra Brescia, Ferrara e Roma;
- 1930 – Dal suo yacht Elettra ancorato a Genova, Guglielmo Marconi alle ore 11:03 accende le lampade del municipio di Sydney tramite un segnale radio;
- 1937 – A Crystal City (Texas) viene eretta una statua in onore del personaggio dei fumetti e dei cartoni animati Popeye (Braccio di Ferro);
- 1939 – Benito Mussolini in un discorso afferma: "Desideriamo che il mondo sia informato sui problemi italiani, essi hanno un nome: si chiamano Tunisi, Gibuti, Canale di Suez";
- 1941 – Attacco della Baia di Suda a Creta;
- 1942 – Seconda guerra mondiale: giungono ad Auschwitz (Polonia) le prime donne deportate;
- 1943 – Seconda guerra mondiale: battaglia delle isole Komandorski; inizia la battaglia delle isole Aleutine;
- 1945
  - Seconda guerra mondiale: finisce la battaglia di Iwo Jima, ma restano sacche di resistenza giapponese;
  - Seconda guerra mondiale: attacco statunitense con truppe da sbarco alle Isole Kerama, vicino all'Isola di Okinawa, Giappone;
- 1953 – Jonas Salk annuncia la scoperta del vaccino antipolio;
- 1958 – Gli USA lanciano l'Explorer III;
- 1971
  - Durante una rapina all'Istituto Autonomo Case Popolari di Genova Mario Rossi, leader dell'organizzazione armata di estrema sinistra Gruppo XXII Ottobre, uccide il commesso Alessandro Floris;
  - Dichiarazione di indipendenza del Bangladesh dal Pakistan;
- 1975 – Adozione della convenzione sulle armi biologiche;
- 1979 – Anwar al-Sadat, Menachem Begin e Jimmy Carter firmano a Washington il Trattato di pace israelo-egiziano;
- 1995 – Entra in vigore il Trattato di Schengen;
- 1997 – Suicidio di massa della setta ufologica di Heaven's Gate;
- 1999 – Il Virus Melissa infetta l'intero sistema mondiale di posta elettronica;
- 2000 – Vladimir Putin viene eletto presidente della Russia;
- 2003 – Guerra in Iraq: le truppe degli USA raggiungono Najaf;
- 2012 – Per la prima volta un uomo (James Cameron) raggiunge, in solitaria, il fondo della Fossa delle Marianne: il punto più profondo di tutti gli oceani; impresa effettuata a bordo del Deepsea Challenger.

## Nati
Ci sono circa 1 210 voci su persone nate il 26 marzo; vedi la pagina Nati il 26 marzo per un elenco descrittivo o la categoria Nati il 26 marzo per un indice alfabetico.

## Morti
Ci sono circa 500 voci su persone morte il 26 marzo; vedi la pagina Morti il 26 marzo per un elenco descrittivo o la categoria Morti il 26 marzo per un indice alfabetico.

## Feste e ricorrenze

### Civili
Nazionali:
- Bangladesh - Festa per l'indipendenza
- Canada - Giorno viola (Purple Day)

### Religiose
Cristianesimo:
- Santi Baronzio e Desiderio, eremiti a Pistoia
- San Bercario abate
- San Castulo, martire
- Santi Emanuele, Quadrato e Teodosio, martiri in Anatolia
- Sant'Eutichio di Alessandria, martire
- San Ludgero di Münster, vescovo
- Santi Montano e Massima,  sposi e martiri
- San Pietro di Sebaste, vescovo
- San Gabriele, arcangelo (Chiesa maronita)
- San Lazzaro di Betania (Chiesa copta)
- Beata Maddalena Morano, religiosa

Religione romana antica e moderna:
- Requetio ("Giorno del riposo")